# 小林よしひさ
小林 よしひさ（こばやし よしひさ、1981年（昭和56年）6月29日 - ）は、日本の男性タレント、体操インストラクター。本名:小林 剛久（読み同じ）。NHKの番組『おかあさんといっしょ』の11代目たいそうのおにいさん。埼玉県ふじみ野市出身。身長は175cm、血液型はAB型。愛称は「よし おにいさん」。浅井企画所属。

## 経歴

### おかあさんといっしょ就任前
埼玉県立朝霞高等学校時代に剣道を経験し、日本体育大学体育学部へ進学、学生時代には体操部に所属。卒業後も同大学運動方法体操研究室期限付き助手として活動。
大学在学中、2002年（平成14年）5月に開催された『おかあさんといっしょ』のファミリーコンサート『元気いっぱい!たまたまご』にエキストラで出演。小林の前任のたいそうのおにいさんである佐藤弘道は大学の先輩に当たり、当時から面識があった。

### おかあさんといっしょ就任後
2005年（平成17年）4月4日より、NHKの番組『おかあさんといっしょ』に11代目たいそうのおにいさんとして、いとうまゆ（4代目身体表現のおねえさん）と共に就任。
共演のうたのおにいさんは就任後最初の3年間（2008年3月28日まで）は今井ゆうぞう、次の9年間（2008年3月31日から2017年4月1日まで）は横山だいすけ、最後の2年間（2017年4月3日から2019年3月30日まで）は花田ゆういちろう。うたのおねえさんは、就任後最初の3年間（2008年3月28日まで）ははいだしょうこ、次の8年間（2008年3月31日から2016年4月2日まで）は三谷たくみ、最後の3年間（2016年4月4日から2019年3月30日まで）は小野あつこ。身体表現のおねえさんは就任後前半の7年間（2005年4月4日から2012年3月31日まで）がいとうまゆ、後半の7年間（2012年4月3日から2019年3月30日まで）が上原りさ。体操の他、「すりかえかめん」と「ガラピコパズル」のコーナーを受け持っていた。また、同番組の歌曲においても4名で出演することがあった。
2005年4月4日 - 2014年3月29日は「ぱわわぷたいそう」、同年3月31日 - 2019年3月30日は「ブンバ・ボーン！」を担当。どちらも基本的に、週替わりで数色あるジャージ及びバイザーを着用して行っていた。
2019年2月18日に、同年3月末で上原りさと共に番組を卒業することが発表され、2019年3月30日の「ファミリーコンサート・旭川」の放送をもって、番組を卒業。在任期間は14年で、歴代たいそうのおにいさん及び歴代おにいさん・おねえさんの中で在任期間が最長となった。小林の卒業により、昭和生まれのおにいさん・おねえさんは全員、『おかあさんといっしょ』を卒業したことになる。
NHK紅白歌合戦には2010年・2018年の企画で出演している。

#### ぱわわぷたいそう
開始の合図は「パワーアップ!」。
ジャージの種類およびバイザーの色は（括弧内がバイザーの色）、藍色（赤色）、茶色（白色）、白色（橙色）、黄色（緑色）、紫色（桃色）がある。また、当初は頭に赤い帽子をかぶっていたが、茶色（白色）バージョンの衣装が登場した2005年6月放送分からバイザーに変更となった。なお、紫色（桃色）は、2012年5月のファミリーコンサート『ぽていじま・わくわくマラソン!』で初着用し、それ以降土曜日の地方収録でのみ着用。
作詞 ： 平方宏明 / 作曲 ： 堀井勝美 / うた ： 中西圭三、木村真紀、ひまわりキッズ / 振付 ： 杉谷一隆、NAO / 監修 ： 佐々木玲子
最後の方にじゃんけんの要素が含まれている（何を出すかはランダム）。
『おかあさんといっしょ』のたいそうの楽曲としては珍しい「最初から最後まで曲のテンポが全く変わらない曲」だった。
派生番組『BSおかあさんといっしょ』において、2010年3月の番組終了まで恵畑ゆうも行っていた。

#### ブンバ・ボーン!
開始の合図は「ウッ!ハッ!」。
ジャージの種類およびバイザーの色は、（（ ）内がバイザーの色）黄色（黄色）、赤色（青色）、白色（橙色）、藍色（赤色）がある。いずれのジャージも、ぱわわぷたいそう時代の物とはデザインが異なる。土曜日の放送では、専用の衣装を着用する。
序盤と終盤を除き、体操に合わせたアニメーションが表示される（ファミリーコンサートの放送を除く）。
作詞 ： 谷口國博/ 作曲 ： 赤坂東児 / うた ： コング桑田、西けいこ、スマイルキッズ / 振付 ： team たにぞう / 監修 ： 中村和彦 / アニメーション ： 西内としお
「すりかえかめん」が放送される火曜日に限り、稀に中盤の歌詞が変わることがあり、振り付けや画面上のアニメーションもそれに準じたものとなる（通常の歌詞は「ミーアキャットがフラミンゴ」だが、この「フラミンゴ」の部分が、頭が「フラ」で始まる物に変わる）。
2016年以降の特別編成では、小林が世界中 で体操するビデオクリップ版が放送されることがあった。

#### すりかえかめん
2006年4月5日から2019年3月19日まで、13年間に渡って実施されたコーナー。
小林演じる「すりかえかめん」 が、毎回「とっておきのすりかえ問題」と称し、イラストの一部を似たようなものにすり替えてしまい、どの部分が変わったかを当てさせる内容（いわゆる間違い探し）の日替わりコーナー。専用の仮面と衣装を着用し、うたのおねえさんに「見て、すりかえかめんよ!」と言われ、「にゃは〜」と挨拶して登場する。
すり替えることが大好きだが、難易度が低いために大抵はスタジオの子供たちに答えられてしまい（自身が勝利するのはごく稀）、捨て台詞を残して去るのが定番だった。
すりかえた後の絵は一瞬しか見せてくれないが、うたのおにいさんやおねえさんに「もう一回見せて」と頼まれると根負けして見せてしまう。また、ダジャレでヒントを言うのも定番だった。
開始当初は水曜日に放送されていたが、2008年度以降は火曜日に移動。
当初は一人で進行していたが、2年目である2007年度からは手下と共に登場し、初代がいとうまゆ、2012年度からは上原りさ扮する2代目手下「すりかえお嬢」に交代している。
テーマソングは「すりかえッチャ!」（作詞：菅野こうめい / 作曲：堀井勝美）。
ファミリーコンサートには2008年秋の「おまつりコンサートをすりかえろ!」で手下と共に初出演。以降のコンサートにも出演する機会があり、ポジションとしては悪役とされていることが多い。
2011年6月の歌「新幹線でゴー!ゴ・ゴー!」のクリップ映像にも手下共々登場している。2014年から手下がすりかえお嬢に交代している撮り直し版が放送された。
番組の日替わりコーナーとしては、2000年の枠開設当時から続いている「やぎさんゆうびんリクエスト」に次ぐ長寿コーナーであり、13年間に渡る放送期間となった。
小林と上原の番組卒業に従い、通常編成では2019年3月19日をもって終了。同年3月25日から27日はスペシャル版として「すりかえ美術館」を放送、最終日のラストでは「また会う日までさらばだ!」と言い残し、すりかえお嬢共々去っていった。
2019年8月17日に放送された『おかあさんといっしょ 60年スペシャル』にて、コーナー終了以来久々に登場。この時はお嬢は不在で、すりかえ仮面が単独で登場した。
2020年1月には冠タイトルの作品『映画おかあさんといっしょ すりかえかめんをつかまえろ!』が公開された。

### おかあさんといっしょ卒業後
2019年4月1日より浅井企画に所属することが発表され、同日にブログが開設された。
2019年4月16日、『スッキリ!!』や『踊る!さんま御殿!!』に出演した際に、2016年（たいそうのおにいさん在任中）に一般人女性と結婚し、2018年12月に第一子（女児）が誕生していたことを公表した。
2019年8月7日から放映される『じゃらんnet』の新CMに出演することが発表された。
2019年10月25日には『快傑えみちゃんねる』に出演。
2019年12月23日、YouTubeチャンネル『よしお兄さんとあそぼう!』を開設し、子供向けの遊び歌や企画などが行われている。後にサブチャンネルとして『よしお兄さん大人向けチャンネル パパとママもいっしょ』も開設され、こちらは父母や教育関係者に向けた内容がメインとなっている。これらのチャンネルには『おかあさんといっしょ』で共演したいとうまゆや上原りさが定期的にゲスト出演しているほか、2020年4月29日には『よしお兄さんとあそぼう!』にて、『おかあさんといっしょ』の一部の歴代おにいさん・おねえさん総勢16人と中西圭三により『ぼよよん行進曲』のリモート合唱を行った動画が投稿され、話題になった。
2021年、連続テレビ小説「カムカムエヴリバディ」に水田きぬの夫・水田力役で出演。

## 出演

### おかあさんといっしょコンサート
| 公演   | タイトル                                                                            | 出演者（一部を除く） |
| ------ | ----------------------------------------------------------------------------------- | --- |
| 2002年 | 元気いっぱい!たまたまご                                                             | 杉田あきひろ、つのだりょうこ、佐藤弘道、タリキヨコ スプー、アネム、ズズ、ジャコビ、 ひなたおさむ、かまだみき、恵畑ゆう 小林よしひさ（大学時代・エキストラ出演） |
| 2005年 | マジカルトンネルツアー                                                              | 今井ゆうぞう、はいだしょうこ、小林よしひさ、いとうまゆ スプー、アネム、ズズ、ジャコビ |
| 2005年 | ドキドキ!みんなの宇宙旅行                                                           | 今井ゆうぞう、はいだしょうこ、小林よしひさ、いとうまゆ スプー、アネム、ズズ、ジャコビ、ガタラット 佐藤弘道、きよこ |
| 2006年 | ぐ〜チョコランタンとゆかいな仲間たち みんなであそぼ! 不思議な不思議なワンダーランド | 佐藤弘道、きよこ 今井ゆうぞう、はいだしょうこ、小林よしひさ、いとうまゆ スプー、アネム、ズズ、ジャコビ |
| 2006年 | ぼよよ〜んととびだせ! コンサート                                                    | 今井ゆうぞう、はいだしょうこ、小林よしひさ、いとうまゆ スプー、アネム、ズズ、ジャコビ、ガタラット ひなたおさむ、かまだみき、恵畑ゆう |
| 2006年 | おいでよ! びっくりパーティーへ                                                      | 今井ゆうぞう、はいだしょうこ、小林よしひさ、いとうまゆ スプー、アネム、ズズ、ジャコビ ひなたおさむ、かまだみき、恵畑ゆう |
| 2007年 | ぐ〜チョコランタンとゆかいな仲間たち ふしぎな森へようこそ!                          | 今井ゆうぞう、はいだしょうこ、小林よしひさ、いとうまゆ スプー、アネム、ズズ、ジャコビ ひなたおさむ、かまだみき、恵畑ゆう |
| 2007年 | マチガイがいっぱい!?                                                                | 今井ゆうぞう、はいだしょうこ、小林よしひさ、いとうまゆ スプー、アネム、ズズ、ジャコビ |
| 2007年 | さがそう!3つのプレゼント                                                            | 今井ゆうぞう、はいだしょうこ、小林よしひさ、いとうまゆ スプー、アネム、ズズ、ジャコビ |
| 2008年 | みんなおいでよ!うたのパレード                                                       | 今井ゆうぞう、はいだしょうこ、小林よしひさ、いとうまゆ スプー、アネム、ズズ、ジャコビ ひなたおさむ、かまだみき、恵畑ゆう |
| 2008年 | ともだち はじめて はじめまして!                                                     | 横山だいすけ、三谷たくみ、小林よしひさ、いとうまゆ スプー、アネム、ズズ、ジャコビ、ガタラット 今井ゆうぞう、はいだしょうこ |
| 2008年 | おまつりコンサートをすりかえろ!                                                     | 横山だいすけ、三谷たくみ、小林よしひさ、いとうまゆ スプー、アネム、ズズ、ジャコビ、ガタラット ひなたおさむ、かまだみき、恵畑ゆう |
| 2009年 | モノランモノランこんにちは!                                                         | 横山だいすけ、三谷たくみ、小林よしひさ、いとうまゆ ライゴー、スイリン、プゥート |
| 2009年 | ETV50 キャラクター大集合 とどけ!みんなの元気パワー 〜輝け!こども番組元気だ!大賞〜   | 横山だいすけ、三谷たくみ、小林よしひさ、いとうまゆ ライゴー、スイリン、プゥート ワンワン、ことちゃん、エリック、ジェニー、ケボ、モッチ ワクワクさん、ゴロリ コニちゃん（東京公演のみ）、おおたか静流（大阪公演のみ） ゆい、つばさ、りか、りょうたろう ストレッチマン、あやめちゃん、まいん、どーもくん （VTR出演）こんどん、みのぽー、てれび戦士、ジュモクさん （VTR出演）アキラ、アリア、スコア、フラット、シャープ （VTR出演）おじゃる丸、スイちゃん、コッシー、サボさん |
| 2009年 | 星空のメリーゴーラウンド 〜50周年記念コンサート〜                                   | 横山だいすけ、三谷たくみ、小林よしひさ、いとうまゆ ライゴー、スイリン、プゥート ひなたおさむ、かまだみき、恵畑ゆうbr />スプー、アネム、ズズ、ジャコビ 眞理ヨシコ、田中星児 坂田おさむ、神崎ゆう子、速水けんたろう、茂森あゆみ 杉田あきひろ、今井ゆうぞう、はいだしょうこ 天野勝弘、佐藤弘道 じゃじゃまる、ぴっころ、[ぽろり |
| 2010年 | 青空ワンダーランド                                                                  | 横山だいすけ、三谷たくみ、小林よしひさ、いとうまゆ ライゴー、スイリン、プゥート ひなたおさむ、かまだみき、恵畑ゆう スプー、アネム、ズズ、ジャコビ |
| 2010年 | モノランモノランとくもの木                                                          | 横山だいすけ、三谷たくみ、小林よしひさ、いとうまゆ ライゴー、スイリン、プゥート |
| 2010年 | 森の音楽レストラン                                                                  | 横山だいすけ、三谷たくみ、小林よしひさ、いとうまゆ ライゴー、スイリン、プゥート 速水けんたろう、かまだみき |
| 2011年 | おいでよ!夢の遊園地                                                                 | 横山だいすけ、三谷たくみ、小林よしひさ、いとうまゆ ライゴー、スイリン、プゥート ワンワン （VTR出演）ゆうくん ひなたおさむ、かまだみき スプー、アネム、ズズ、ジャコビ |
| 2011年 | ぽていじまへようこそ!                                                               | 横山だいすけ、三谷たくみ、小林よしひさ、いとうまゆ ムテ吉、ミーニャ、メーコブ ララパ、ゾウガメのちょうろうさま アオアシカツオドリのゆうびんやさん |
| 2011年 | どうする!どうなる?ごちそうまつり                                                    | 横山だいすけ、三谷たくみ、小林よしひさ、いとうまゆ ムテ吉、ミーニャ、メーコブ |
| 2012年 | ぽていじま・わくわくマラソン!                                                       | 横山だいすけ、三谷たくみ、小林よしひさ、上原りさ ムテ吉、ミーニャ、メーコブ ララパ、ゾウガメのちょうろうさま アオアシカツオドリのゆうびんやさん マーモット3きょうだい |
| 2012年 | みんないっしょに!ファン ファン スマイル                                             | 横山だいすけ、三谷たくみ、小林よしひさ、上原りさ ムテ吉、ミーニャ、メーコブ ワンワン、パックン、リン、コロン 坂田おさむ、いとうまゆ、じゃじゃまる、ぴっころ、ぽろり |
| 2012年 | うたとダンスのくるくるしょうてんがい                                                | 横山だいすけ、三谷たくみ、小林よしひさ、上原りさ ムテ吉、ミーニャ、メーコブ |
| 2013年 | ふしぎ!ふしぎ!おもちゃのおいしゃさん                                                | 横山だいすけ、三谷たくみ、小林よしひさ、上原りさ ムテ吉、ミーニャ、メーコブ たいらいさお |
| 2013年 | みんないっしょに! 空までとどけ!みんなの想い!                                        | 横山だいすけ、三谷たくみ、小林よしひさ、上原りさ ムテ吉、ミーニャ、メーコブ ワンワン、ことちゃん、ゆうくん、コロ、バウ シュッシュ、ポッポ、なお （VTR出演）ララパ、うーたん、せいや、パンタン駅長 |
| 2013年 | いたずらたまごの大冒険!                                                             | 横山だいすけ、三谷たくみ、小林よしひさ、上原りさ ムテ吉、ミーニャ、メーコブ |
| 2014年 | もじもじやしきからの挑戦状                                                          | 横山だいすけ、三谷たくみ、小林よしひさ、上原りさ ムテ吉、ミーニャ、メーコブ |
| 2014年 | みんないっしょに! げんきいっぱい!ゴー!ゴー!ゴー!                                    | 横山だいすけ、三谷たくみ、小林よしひさ、上原りさ ムテ吉、ミーニャ、メーコブ ワンワン、シュッシュ、ポッポ、なお、せいや （VTR出演）パンタン駅長 |
| 2014年 | しゃぼんだまじょとないないランド                                                    | 横山だいすけ、三谷たくみ、小林よしひさ、上原りさ ムテ吉、ミーニャ、メーコブ |
| 2015年 | じゃがいも星人にあいたいな                                                          | 横山だいすけ、三谷たくみ、小林よしひさ、上原りさ ムテ吉、ミーニャ、メーコブ |
| 2015年 | みんないっしょに! 歌って遊んで 夢の大ぼうけん!                                      | 横山だいすけ、三谷たくみ、小林よしひさ、上原りさ ムテ吉、ミーニャ、メーコブ ワンワン、シュッシュ、ポッポ、なお、せいや |
| 2015年 | わくわく!ゆめのおしごとらんど                                                       | 横山だいすけ、三谷たくみ、小林よしひさ、上原りさ ムテ吉、ミーニャ、メーコブ |
| 2016年 | しりとりじまでだいぼうけん                                                          | 横山だいすけ、小野あつこ、小林よしひさ、上原りさ チョロミー、ムームー、ガラピコ 三谷たくみ |
| 2016年 | 星で会いましょう! 〜出会えばみんなおともだち〜                                      | 横山だいすけ、小野あつこ、小林よしひさ、上原りさ チョロミー、ムームー、ガラピコ シュッシュ、ポッポ、なお、せいや ムテ吉、ミーニャ、メーコブ |
| 2016年 | みんなでおどろう♪お城のパーティー                                                   | 横山だいすけ、小野あつこ、小林よしひさ、上原りさ チョロミー、ムームー、ガラピコ |
| 2017年 | 音楽博士のうららかコンサート                                                        | 花田ゆういちろう、小野あつこ、小林よしひさ、上原りさ チョロミー、ムームー、ガラピコ 横山だいすけ |
| 2017年 | ようこそ、真夏のパーティーへ                                                        | 花田ゆういちろう、小野あつこ、小林よしひさ、上原りさ チョロミー、ムームー、ガラピコ シュッシュ、ポッポ、なお （VTR出演）せいや 横山だいすけ |
| 2017年 | しずく星の大ぼうけん〜ヨックドランをすくえ〜                                        | 花田ゆういちろう、小野あつこ、小林よしひさ、上原りさ チョロミー、ムームー、ガラピコ、プッチマーゴ、スキッパー |
| 2018年 | シルエットはくぶつかんへようこそ!                                                   | 花田ゆういちろう、小野あつこ、小林よしひさ、上原りさ チョロミー、ムームー、ガラピコ |
| 2018年 | みんなでわくわくフェスティバル!                                                     | 花田ゆういちろう、小野あつこ、小林よしひさ、上原りさ チョロミー、ムームー、ガラピコ シュッシュ、ポッポ、ゆめ、たいせい |
| 2018年 | はる なつ あき ふゆ どれがすき                                                      | 花田ゆういちろう、小野あつこ、小林よしひさ、上原りさ チョロミー、ムームー、ガラピコ |
| 2019年 | しあわせのきいろい・・・なんだっけ?!                                                | 花田ゆういちろう、小野あつこ、福尾誠、秋元杏月 チョロミー、ムームー、ガラピコ 小林よしひさ、上原りさ |
| 2019年 | からだ!うごかせ!元気だボーン!                                                       | 花田ゆういちろう、小野あつこ、福尾誠、秋元杏月 チョロミー、ムームー、ガラピコ シュッシュ、ポッポ、ゆめ、たいせい 小林よしひさ |
| 2019年 | ふしぎな汽車でいこう〜60周年記念コンサート〜                                        | 花田ゆういちろう、小野あつこ、福尾誠、秋元杏月 チョロミー、ムームー、ガラピコ 眞理ヨシコ、坂田おさむ、神崎ゆう子、速水けんたろう、茂森あゆみ 横山だいすけ、小林よしひさ、上原りさ じゃじゃまる、ぴっころ、ぽろり、スプー、ムテ吉、ミーニャ、メーコブ |

### 映画
- 映画 おかあさんといっしょ はじめての大冒険（2018年） - 本人 役
- 映画 おかあさんといっしょ すりかえかめんをつかまえろ!（2020年） - 本人、すりかえかめん 役

### ビデオ・DVD
- 「NHKおかあさんといっしょ スペシャルステージ ぐ〜チョコランタンとゆかいな仲間たち みんなであそぼ! 不思議な不思議なワンダーランド」2006年6月7日
- 「NHKおかあさんといっしょ ファミリーコンサート おいでよ! びっくりパーティーへ」2007年2月7日
- 「NHKおかあさんといっしょ スペシャルステージ ぐ〜チョコランタンとゆかいな仲間たち ふしぎな森へようこそ!!」2007年6月6日
- 「NHKおかあさんといっしょ ファミリーコンサート さがそう!3つのプレゼント」2008年2月6日
- 「NHKおかあさんといっしょ スペシャルステージ ぐ〜チョコランタンとゆかいな仲間たち みんなおいでよ!うたのパレード」2008年6月4日
- 「NHKおかあさんといっしょ ファミリーコンサート ともだち はじめて はじめまして!」2008年8月6日
- 「NHKおかあさんといっしょ ファミリーコンサート おまつりコンサートをすりかえろ!」2009年2月4日
- 「おかあさんといっしょ 最新ソングブック あっちこっちマーチ」2009年4月15日
- 「NHKおかあさんといっしょ ファミリーコンサート モノランモノランこんにちは!」2009年8月5日
- 「NHKおかあさんといっしょ ファミリーコンサート 星空のメリーゴーラウンド〜50周年記念コンサート〜」2010年2月3日
- 「おかあさんといっしょ 最新ソングブック ありがとうの花」2010年4月21日
- 「NHKおかあさんといっしょ スペシャルステージ 青空ワンダーランド」2010年6月2日
- 「NHKおかあさんといっしょ ファミリーコンサート モノランモノランとくもの木」2010年8月4日
- 「NHKおかあさんといっしょ ファミリーコンサート 森の音楽レストラン」2011年2月2日
- 「おかあさんといっしょ 最新ソングブック ドコノコノキノコ」2011年4月20日
- 「NHKおかあさんといっしょ スペシャルステージ おいでよ!夢の遊園地」2011年5月18日
- 「NHKおかあさんといっしょ ファミリーコンサート ぽていじまへようこそ!!」2011年8月3日
- 「おかあさんといっしょ ウィンタースペシャル みんなでパーティー!」2011年11月2日
- 「NHKおかあさんといっしょ スペシャルステージ みんないっしょに!ファンファンスマイル」2012年11月21日
- その他、「おかあさんといっしょ」関連ビデオ・DVDに多数出演。

### テレビ番組
- 快傑えみちゃんねる（関西テレビ、2019年10月25日）[10]
- TOKYO おはようスクール（TOKYO MX、2020年4月15日 - 5月29日） - MC[15]
- まるごと よしお兄さんぽ（静岡第一テレビ、2019年10月2日 - 2022年3月23日）[16]
- オハ! よ〜いどん（NHK Eテレ、2021年3月18日・3月19日・9月3日・12月17日・12月24日・2022年4月4日 - ） - 体操のお兄さん
- チャント!（CBCテレビ、2022年6月1日 - ） - 『よしお兄さんの“みえ”推し』リポーター（毎週水曜日）
- なるほどプレゼンター!花咲かタイムズ（CBCテレビ、2025年7月19日） - 「夏休み突入！おでかけSP」リポーター[17]

### テレビドラマ
- 連続テレビ小説 カムカムエヴリバディ（2021年12月6日〈第6週〉 - 、NHK） - 水田力 役[18]